# Микер, Ральф
Ральф Микер (англ. Ralph Meeker, имя при рождении — Ralph Rathgeber) (21 ноября 1920 года — 5 августа 1988 года) — американский актёр кино, театра и телевидения 1950-70-х годов, более всего известный ролью частного детектива Майка Хаммера в фильме нуар «Целуй меня насмерть» (1955).
«Крупный и крепкий», «суровый и серьёзный характерный актёр», Микер часто был вынужден браться за роли как героев, так и злодеев. Более всего «Микер известен созданием образов подлых злодеев и крутых парней»
«За редким исключением Микер получал роли либо крепких парней по ту или другую сторону закона, либо трусоватых бандитов — как главный персонаж второго плана… Он, однако, оставил свой след высококлассным исполнением нескольких ролей». Его лучшими экранными работами были роль Майка Хаммера в «Целуй меня насмерть» и «создание душераздирающего образа приговорённого к смерти солдата в „Тропах славы“ (1957) Кубрика». В число его лучших фильмов входят также «„Кто-то любит меня“ (1952), „Обнажённая шпора“ (1953), „Резня в день Святого Валентина“ (1967) и „Детектив“ (1968)».

## Биография

### Ранние годы и начало театральной карьеры
Ральф Микер (имя при рождении — Ральф Ратгебер) родился 21 ноября 1920 года в Миннесоте и в трёхлетнем возрасте вместе с родителями переехал в Чикаго. В 1938-42 годах он изучал драматическое искусство в Северо-Западном университете (расположенном в пригороде Чикаго Эванстоне), где вместе с ним учились будущие звёзды кино Чарльтон Хестон и Патриция Нил. Окончив университет со специализацией на музыке, Микер пошёл служить в военно-морской флот. Но вскоре он получил травму и был уволен с военной службы, после чего стал членом Объединённой службы организации досуга войск и отправился за рубеж, где выступал в мероприятиях военной культурной программы.
После окончания войны в 1945 году Микер вернулся в Нью-Йорк и стал работать на Бродвее, получив небольшие роли в двух пьесах актёра и режиссёра Хозе Феррера — «Странный плод» (1945-46) и «Сирано де Бержерак» (1946-47). Оставаясь всё ещё сравнительно малоизвестным актёром, Микер заменил Марлона Брандо в роли Стенли Ковальски в спектакле по пьесе Теннесси Уильямса «Трамвай Желание» (1947-49, постановка Элиа Казана), выдав внушительную и впечатляющую игру, которая была высоко оценена критикой. По мнению ряда критиков, Микер «подошёл даже ближе к авторскому пониманию Стенли, чем могучий Брандо». После гастролей по стране со спектаклем «Трамвай Желание», Микер вернулся на Бродвей, где сыграл в военной драме «Мистер Робертс» (1948-51).

### Карьера в кино
В 1951 году Микер дебютировал в кино, исполнив небольшую роль армейского сержанта в мелодраме Фреда Циннемана «Тереза», съёмки которой проходили в Италии и Нью-Йорке. В том же году Микер сыграл в драме «Четверо в джипе» (1951), действие которой происходит в послевоенной Вене, где он в составе международного патруля союзнических войск помогает молодой паре скрыться от преследования советских войск после бегства их из лагеря для военнопленных.
В 1952 году Микер сыграл несколько достаточно удачных ролей в низкобюджетных фильмах студии «Метро-Голдвин-Майер». Среди них роль популярного бродвейского актёра Бенни Филдса в музыкально-биографической драме «Кто-то любит меня», и роль страдающего психическими припадками ветерана войны, который не может найти своё место в мирной жизни, в психологической драме «Тень в небесах». В 1953 году Микер сыграл роль лос-анджелесского отчаянного начинающего копа-мотоциклиста, который ведёт охоту на убийцу своего коллеги в криминальной драме «Код два» (1953). В том же году Микер создал крепкий образ безжалостного, но в чём-то симпатичного беглого преступника в нуаровом триллере «Опасность» (1953), где его партнёршей была Барбара Стэнвик.
Одной из лучших ранних экранных ролей Микера стала роль уволенного со службы бывшего кавалериста армии Севера в блестящем вестерне о мести «Обнажённая шпора» (1953) режиссёра Энтони Манна. Вместе с тремя другими персонажами, которых алчность и ненависть лишили человечности (их сыграли Джеймс Стюарт, Роберт Райан и Миллард Митчелл), Микер создал убедительный образ циничного и ожесточённого приспособленца.
После двухлетнего пребывания на «Метро-Голдвин-Майер», Микер вернулся на Бродвей, где в 1953-54 годах сыграл главную роль в удостоенной Пулитцеровской премии пьесе Уильяма Инджа «Пикник». Исполнение Микером роли «развязанного, симпатичного и неординарного бродяги Хэла Картера в этом спектакле было высоко оценено критиками и принесло ему премию Союза нью-йоркских критиков в 1954 году». Однако когда было принято решение поставить по пьесе фильм, Микеру предпочли «способного принести большую прибыль Уильяма Холдена». Вышедший в 1955 году фильм «Пикник» был номинирован на шесть Оскаров, завоевав два. Позднее Микер утверждал, что он «сам с презрением отверг предложение студии „Коламбиа“ воспроизвести свою игру на экране, потому что считал ниже своего достоинства связывать себя студийным контрактом».
Определяющей ролью в карьере Микера стала роль Майка Хаммера в фильме нуар «Целуй меня насмерть» (1955). В отличие от частных детективов в более ранних фильмах нуар, Майк Хаммер в исполнении Микера — это «в целом неприятный и отталкивающий персонаж, один из первых антигероев, которые начали появляться в фильмах 1960-х годов». Под руководством Роберта Олдрича, Микер «строит свой образ на впечатляющем контрасте привлекательного, красивого внешнего облика и таящегося внутри высокомерия, абсолютной безжалостности и алчности». После выхода на экраны у фильма возникли проблемы с цензурой, и Сенатская комиссия Кефовера даже назвала его «Угрозой номер один для американской молодёжи в 1955 году». Хотя «Целуй меня насмерть» с годами стал культовым, тем не менее, этот фильм не способствовал карьерному росту Микера.
Последовал ряд второстепенных низкобюджетных фильмов, наиболее значимыми среди которых стали жестокий криминальный нуар «Тюрьма, США» (1955) и нуаровая мелодрама «Боевой шок» (1956). В первом фильме Микер сыграл роль алчного, кровавого и безжалостного бандита, который ради денег не останавливается ни перед чем, а во втором — роль талантливого художника и героя войны, обвинённого в убийстве официантки.
Свою следующую значимую роль Микер получил в 1957 году в горестной антивоенной драме Стенли Кубрика «Тропы славы» (1957), действие которой происходит во Франции во время Первой мировой войны. Микер сыграл капрала Пари, одного из трёх французских пехотинцев, которые были случайным образом отобраны для показательной казни, после того, как их полк не выполнил смертельный и бессмысленный приказ. Микер смог убедительно передать «постепенное падение духа своего персонажа от демонстративной бравады до малодушного страха».
В том же году Микер сыграл ворчливого, ненавидящего индейцев офицера-янки в вестерне Сэмюэла Фуллера «Полёт стрелы» (1957), и легкомысленного похитителя кинозвезды (Джейн Расселл) в криминальной комедии «Розовая ночная рубашка» (1957).
Начиная с 1957 года, Микер стал активно сниматься на телевидении, вернувшись на большой экран только в 1961 году с двумя фильмами — «Нечто дикое» и «Ада». В психологической драме «Нечто дикое» он создал образ механика, который спасает от самоубийства студентку, и, влюбившись в неё, удерживает как пленницу в своём доме, что в итоге приводит к непредсказуемому сближению между ними. В политической драме «Ада» Микер исполнил менее значимую роль подручного одного из грязных высокопоставленных политиков. В спортивной драме «Стена шума» (1963) Микер предстал в роли владельца конюшни, который ведёт борьбу за первенство в скачках со своим бывшим помощником, уволенным за роман с его женой.
В 1964-65 годах Микер вернулся на сцену в качестве члена репертуарного театра Линкольн-центра в Нью-Йорке, где сыграл в спектакле по пьесе Артура Миллера «После грехопадения» (1964-65), которую поставил Элиа Казан.
В конце 1960-х годов Микер возобновил работу в кино, сыграв в двух значимых фильмах — «Резня в день Святого Валентина» Роджера Кормана и «Грязная дюжина» Роберта Олдрича (оба — 1967). В криминальной драме «Резня в день Святого Валентина» он исполнил роль чикагского гангстера Джорджа «Багса» Морана, банду которого уничтожает Аль Капоне. В военной экшн-драме «Грязная дюжина» военный психолог в исполнении Микера проводит психологический анализ уголовников, отобранных в диверсионный отряд для проведения рискованной операции в тылу врага.
После этого в нео-нуаровой криминальной драме «Детектив» (1968) Микер сыграл одного из коллег полицейского детектива (Фрэнк Синатра), вскрывающего коррупционную сеть в нью-йоркской полиции. Затем он предстал в образе капитана полиции в криминальном триллере Сидни Люмета «Плёнки Андерсона» (1970), где профессиональная банда во главе с Шоном Коннери пытается осуществить ограбление нескольких квартир в богатом многоквартирном доме. В 1970 году Микер также исполнил роль отца преступного семейства, занимающегося нелегальным производством виски, в криминальном триллере Джона Франкенхаймера «Переступить черту» с Грегори Пеком в роли противостоящего ему шерифа, влюбившегося в его дочь. В криминальном триллере «Брэнниган» (1975) с Джоном Уэйном в главной роли он вновь сыграл капитана полиции.
Последующие фильмы Микера 1970-х годов были по уровню заметно ниже его работ в 1950-60-е годы. В 1978 году Микер выступил продюсером и сыграл вместе с Айдой Лупино главные роли в криминальной драме «Мои мальчики – хорошие мальчики» (1978). Свою последнюю роль в кино Микер сыграл в малоинтересном фантастическом фильме ужасов «Без предупреждения» (1980).

### Карьера на телевидении
С конца 1950-х годов Микер стал всё больше сниматься на телевидении, получая достаточно много выгодных предложений.
В 1955 году Микер вместе с Верой Майлз сыграл главные роли в первом фильме телепрограммы «Альфред Хичкок представляет». Позднее он исполнил главные роли ещё в трёх фильмах этой программы. В 1958 году он сыграл в одном эпизоде вестерн-сериала «Колесо повозки», а в 1959 году в другом вестерн-сериале — «Техасец».
В 1959-60 годах Микер играл главную роль гавайского военного следователя в телесериале «Не по найму». Однако, этот сериал вышел одновременно с похожим сериалом «Гавайский сыщик» (1959), в результате чего его производство было прекращено после выхода всего 39 эпизодов.
После этого Микер исполнял разовые роли в других сериалах, одной из наиболее заметных среди них стала роль грубого магната, который обнаруживает доисторическое земноводное чудовище в фильме сериала «За гранью возможного» (1963).
Он также сыграл бывшего детектива в одном эпизоде криминального сериала «Айронсайд» (1967), агента ФБР в телефильме «Ночной преследователь» (1972), инспектора полиции в телефильме «Девушка в позднем, позднем шоу» (1974) и лейтенанта полиции в хоррор-детективе «Мёртвые не умирают» (1975). «В его галерею рычащих и раздражённых представителей закона можно также добавить разовые роли в телесериалах „Новобранцы“ (1972), „Гарри O“ (1973) и „Полицейская история“ (1973-75, 3 серии)».

## Личная жизнь
Микер был женат дважды. В 1964-66 годах он был женат на актрисе Саломее Дженс, второй брак c актрисой и продюсером Коллин Микер продлился до его смерти в 1988 году.
Последний год жизни он провёл в Загородной больнице кино и телевидения в Вудленд-Хиллс, Лос-Анджелес, где умер в возрасте 67 лет от сердечного приступа.

## Фильмография

### Кино
- 1951 — Четверо в джипе / Die Vier im Jeep — Сержант Уильям Лонг
- 1951 — Тереза / Teresa — Сержант Доббс
- 1952 — Аллея славы / Glory Alley — Сокс Барбаросса
- 1952 — Тень в небесах / Shadow in the Sky — Берт
- 1952 — Кто-то любит меня / Somebody Loves Me — Бен «Бенни» Филдс
- 1953 — Обнажённая шпора / The Naked Spur — Рой Андерсон
- 1953 — Опасность / Jeopardy — Лоусон
- 1953 — Код два / Code Two — Чак О’Флэйр
- 1955 — Тюрьма, США / Big House, U.S.A. — Джерри Баркер
- 1955 — Целуй меня насмерть / Kiss Me Deadly — Майк Хаммер
- 1955 — Пески пустыни / Desert Sands — Капитан Дэвид Малколм
- 1956 — Боевой шок / A Woman’s Devotion — Тревор Стивенсон
- 1957 — Тропы славы / Paths of Glory — Капрал Филипп Пари
- 1957 — Полёт стрелы / Run of the Arrow — Лейтенант Дрисколл
- 1957 — Розовая ночная рубашка / The Fuzzy Pink Nightgown — Майк Валла
- 1961 — Ада / Ada — Полковник Йенси
- 1961 — Нечто дикое / Something Wild — Майк
- 1963 — Стена шума / Wall of Noise — Мэтт Рубио
- 1967 — Грязная дюжина / The Dirty Dozen — Капитан Стюарт Киндер
- 1967 — Резня в день Святого Валентина / The St. Valentine’s Day Massacre — Джордж Кларенс «Багс» Моран
- 1967 — Добрый великан / Gentle Giant — Фог Хэнсон
- 1968 — Детектив / The Detective — Карэн
- 1969 — Дьявольская восьмёрка / The Devil’s 8 — Бёрл
- 1970 — Переступить черту / I Walk the Line — Карл МкКейн
- 1971 — Плёнки Андерсона / The Anderson Tapes — Дилейни
- 1972 — Клетка счастья / The Happiness Cage — Майор
- 1973 — Любовь приходит незаметно / Love Comes Quietly — Бен Хексма
- 1975 — Джонни Огненное облако / Johnny Firecloud — Колби
- 1975 — Брэнниган / Brannigan — Капитан Моретти
- 1976 — Пища богов / The Food of the Gods — Бенсингтон
- 1978 — Гонщики / Hi-Riders — Майк
- 1978 — Инцидент Альфа / The Alpha Incident — Чарли
- 1978 — Мои мальчики — хорошие мальчики / My Boys Are Good Boys — Берт Мортон
- 1979 — Зима приносит смерть / Winter Kills — Геймбой Бейкер
- 1980 — Без предупреждения / Without Warning — Дейв